# Салим Салимов
Салим Салимов (болг. Салим Салимов; 5 травня 1982, Омуртаг) — болгарський боксер, призер чемпіонату Європи.

## Аматорська кар'єра
- 2000 року Салим Салимов став срібним призером молодіжного чемпіонату світу у ваговій категорії до 48 кг.
- На чемпіонаті світу 2001 програв у першому бою.
- На чемпіонаті Європи 2002 програв у першому бою.
- На чемпіонаті світу 2003 програв у другому бою Джейхуну Абієву (Азербайджан).
- На чемпіонаті Європи 2004 завоював бронзову медаль.
  - В 1/8 фіналу переміг Даррена Ленглі (Англія) — 27-18
  - В 1/4 фіналу переміг В'ячеслава Гожан (Молдова) — 31-28
  - У півфіналі програв Альфонсо Пінто (Італія) — 24-36
- На Олімпійських іграх 2004 програв у першому бою Субан Паннон (Таїланд) — 14-26.
- На чемпіонаті світу 2005 програв в другому бою Цзоу Шимін (Китай).
- На чемпіонаті Європи 2006 у ваговій категорії до 51 кг програв в другому бою Жерому Тома (Франція).
- На чемпіонаті світу 2007 програв у першому бою.